# Castello di Pfongau
Il castello di Pfongau (Schloss Pfongau in tedesco) si trova nell'omonima località del comune austriaco di Neumarkt am Wallersee nel Distretto di Salzburg-Umgebung appartenente al Land Salisburghese e la sua storia inizia nel XV secolo.

## Storia

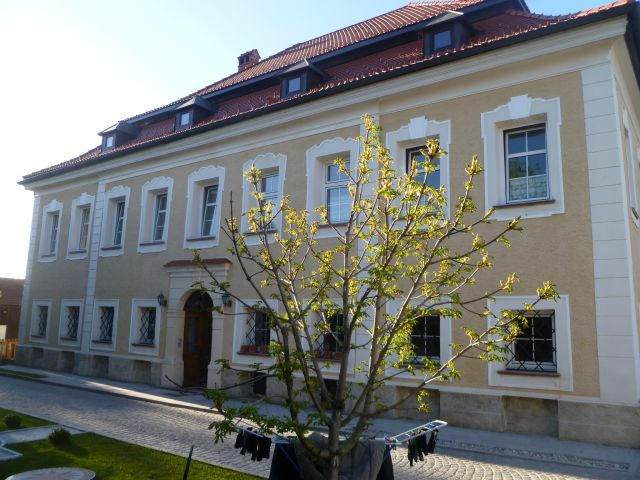
Vista della facciata anteriore del castello

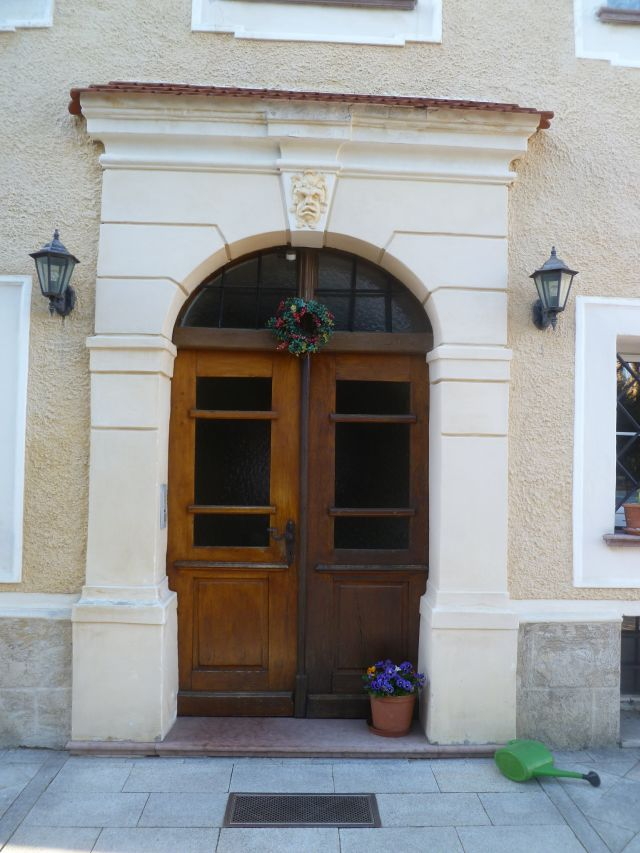
Portale di accesso principale

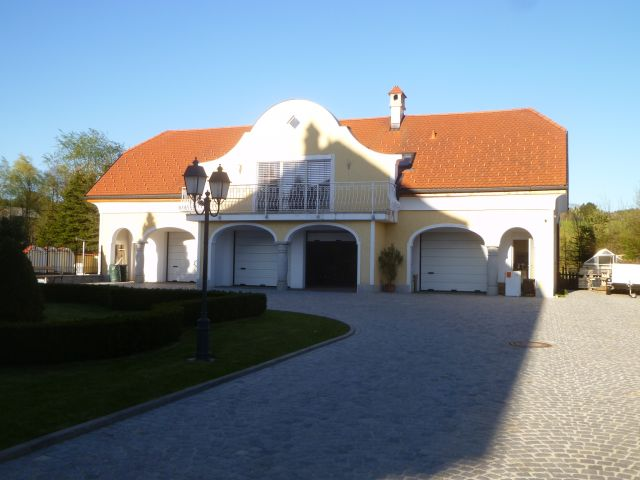
Edificio utilizzato come rimessa per auto

La residenza originariamente apparteneva alla famiglia Öder poi, nel 1441, passò a Jakob Rainer von Pfongau. Tra il 1543 e il 1544 un omonimo Jakob Rainer fu il custode salisburghese di Golling an der Salzach e non è stato ancora chiarito se le due famiglie di Salisburgo e della Carinzia fossero tra loro imparentate. Nel XVI secolo il castello probabilmente entrò tra le proprietà di Absalon Ridler von Pfongau come rendita feudale dell'Arciducato d'Austria. Nel 1596 poi ufficialmente il feudo comprendente il castello venne concesso dall'imperatore Rodolfo II d'Asburgo a Christof Ridler e questi nel 1610 lo vendette al conte Abraham Uiberacker, che già possedeva la vicina Sighartstein. All'inizio del XVIII secolo la famiglia Uiberacker effettuò importanti lavori di ristrutturazione e il precedente vecchio castello con fossato, che già versava in pessime condizioni, venne parzialmente demolito e il fossato interrato; al suo posto, riutilizzando in parte il materiale di risulta, venne eretto l'edificio che ci è pervenuto. Nel 1742 il nuovo palazzo barocco fu completato. Durante le guerre con i francesi, all'inizio del XIX secolo, servì temporaneamente come ospedale militare. Dal 1843 al 1877 divenne sede per una scuola e intanto, nel 1873, i conti Uiberacker avevano venduto la tenuta col castello a Johann Zauner e Johann Haller. L'edificio, ben conservato, è ancora di proprietà privata.

## Descrizione
Il piccolo castello si trova a nord-est del villaggio di Pfongau nel comune austriaco di Neumarkt am Wallersee nel Distretto di Salzburg-Umgebung appartenente al Land Salisburghese. L'edificio in stile barocco è semplice, con pianta rettangolare, e si sviluppa su due piani. Le pareti sono intonacate e tinteggiate di giallo chiaro. L'antica residenza di caccia ha perso molte delle caratteristiche che aveva al momento della sua ricostruzione. Le cornici delle finestre e gli spigoli che delle facciate dell'edificio sono bugnati ad intonaco ed evidenziati in bianco. La copertura è mansardata con tegole. La facciata principale posta a sud mostra il portale d'ingresso con arco a tutto sesto e chiave di volta con un mascherone in stucco. Le finestre del piano terra hanno grate in ferro battuto. I soffitti di due sale del primo piano sono arricchiti da decorazioni a stucco. Una delle sale conserva lo stemma in stucco degli Uiberacher e l'affresco che vi si trova risale al 1750. Di particolare interesse appare la stufa in maiolica in stile rococò e smaltata di bianco con una ricca decorazione rocaille. Sul soffitto della sala vicina a quella della stufa è visibile un dipinto che raffigura il ritrovamento del giovane Mosè da parte della figlia del faraone e si presume che l'autore possa essere Johann Beer. Diverse porte interne hanno dipinti intarsiati e serrature risalenti alla metà del XVIII secolo. Di fronte si trova la vecchia osteria del castello, citata già nel 1596. Nelle vicinanze alcune indagini archeologiche hanno individuato un antico insediamento romano.

### Bene architettonico tutelato
Il castello di Pfongau dal 1993 è stato posto sotto tutela dei monumenti da parte della Repubblica austriaca col numero 9535.